# Etheostoma pottsii
Etheostoma pottsii е вид лъчеперка от семейство Percidae. Видът е световно застрашен, със статут Уязвим.

## Разпространение
Разпространен е в Мексико.